# علف‌انبانی زیتونی
آتریکالاریا زیتونی (نام علمی: Utricularia olivacea) نام یک گونه از سرده علف‌انبانی است.